# Gilman (Minnesota)
Gilman város az USA Minnesota államában, Benton megyében. Lakosainak száma 226 fő (2020. április 1.).

## Népesség
A település népességének változása:

| 2010 | 224 |
| 2020 | 226 |